# 中野BC

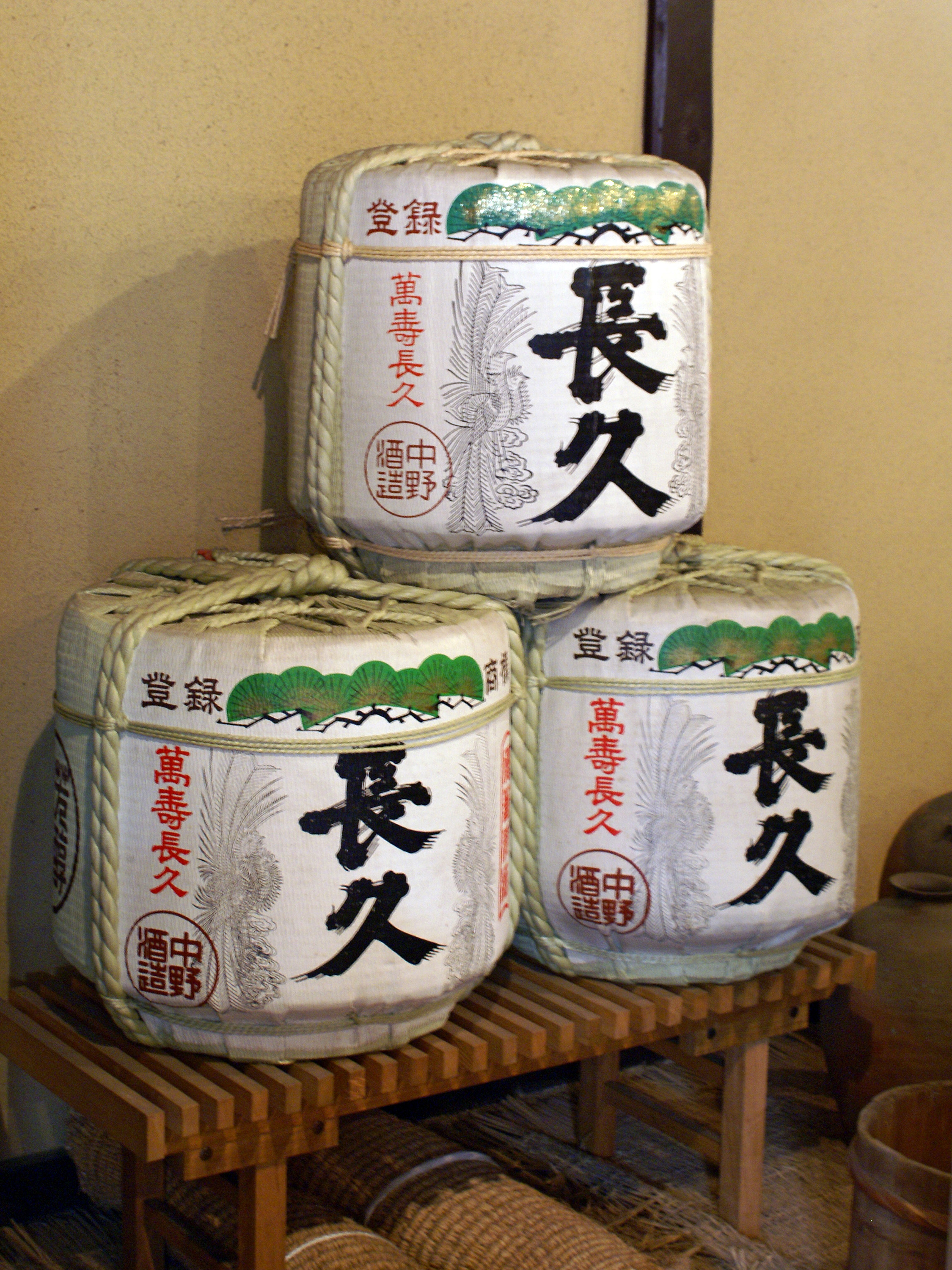
清酒「長久」

中野BC株式会社（なかのビーシー）は、和歌山県海南市に本社を置く酒造会社。
2002年、中野酒造株式会社と富士食研株式会社、紀州ワイン株式会社のグループ三社を合併し、中野BCと社名を変更。
中野BCのBCとは「Biochemical Creation」（生化学の創造）の略である。

## 概要
日本酒、梅酒、焼酎等の酒類のほか、梅果汁の生産及び他社への供給も行っており、梅果汁の生産量では日本一を誇る。
近年では梅エキスを使った健康食品やサプリメントの製造・販売にも進出している。
2004年から梅酒に和歌山県産の果実や果汁を加えた「カクテル梅酒」のラインナップを強化しており、東京都内を中心に人気を集めている。
梅酒製品は早計40種類。アジア地域などに輸出もしており、2018年内に香港の現地拠点「長久創薬」を設立する手続きを進めている。
社内に研究機関となる食品科学研究所を設けており、梅の効果効能の研究を進めている。
2011年には、梅エキスがインフルエンザウイルスの感染予防と蔓延予防の双方に作用することを中部大学の教授とともに突き止めた。
インフルエンザの感染･蔓延予防につながる天然成分の発見は世界でも初めてで、新聞やインターネットで話題となった。
同研究所は、梅エキスと梅の果肉粉末を練り合わすことで粒状にする技術も開発、製法特許を取得している。

## 沿革
- 1932年 - 中野利生が醤油の製造・販売を始め、独学で醸造の研究を行う。
- 1961年11月 - 株式会社に改組し、中野酒造株式会社を設立。
- 1962年 - 白浜町に酒類販売を行う長久酒類株式会社を設立。
- 1971年 - 和歌山県産の梅（南高梅）の需要拡大を目指し、梅果汁製造を行う富士食研株式会社を設立。
- 1983年 - 長久邸完成。紀州ワイン株式会社を設立。
- 2002年
  - 10月1日 - 中野酒造株式会社、富士食研株式会社、紀州ワイン株式会社が合併。
  - 11月1日 - 社名を中野BC株式会社に変更。

## 主力商品

### 日本酒
- 紀伊国屋文左衛門
- 長久本醸造

### 焼酎
- 富士白無限

## グループ会社
- 長久酒類株式会社
- 東久不動産株式会社
- フレックス株式会社
- 医療法人ヘルスケア和歌山